# سگ‌آرواره
سگ‌آرواره (نام علمی: Cynognathus) یک سرده از هم‌کمانان گوشت‌خوار منقرض‌شده مربوط به دوره تریاس است که ارتباط خویشاوندی نزدیکی با پستانداران امروزی داشت. تنها یک گونه از سرده سگ‌آرواره شناسایی‌شده که در میانه دوره تریاس می‌زیسته و سنگوارههای آن تا کنون در آفریقای جنوبی، آرژانتین، جنوبگان و نامیبیا کشف شده است. سگ‌آرواره توسط هری سلی دانشمند بریتانیایی در سال ۱۸۹۵ میلادی در آفریقای جنوبی کشف و توصیف شد.

## ویژگی‌ها

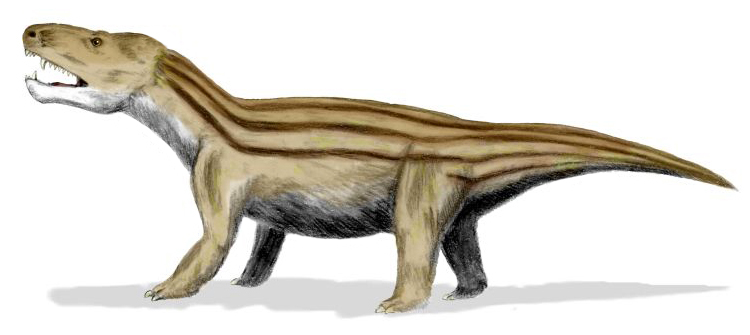
بازسازی بدن سگ‌آرواره بر اساس سنگواره‌های یافت شده از آن

سگ‌آرواره با حدود ۱٫۲ متر طول یکی از بزرگ‌ترین
تراپسیدهای گوشت‌خوار در دوره تریاس محسوب می‌شود. طول جمجمه آن به تنهایی به حدود ۴۰ سانتی‌متر می‌رسید که نسبت به اندازه بدن بزرگ بوده و دارای آروارهای قوی و دندانهایی تیز بود و مانند پستانداران توانایی جویدن غذا را داشت. وجود حفره‌هایی بر روی پوزه سگ‌آرواره نشان می‌دهند که مانند برخی پستانداران امروزی همچون گربهها این جانور نیز دارای سبیل بوده و بدنش به احتمال زیاد دارای پوششی از مو بوده است. پاهای سگ‌آرواره مانند پستانداران امروزی کاملاً در زیر بدن قرار داشت اما دست‌ها تا حدودی همچون مارمولکها در طرفین بدن قرار داشتند.